# Puig de Guardiola (Sant Joan les Fonts)
El Puig de la Guardiola és una muntanya de 450 metres que es troba al municipi de Sant Joan les Fonts, a la comarca catalana de la Garrotxa.